# 大崎 (小惑星)
大崎（おおさき、3626 Ohsaki）は、小惑星帯にある小惑星。マックス・ヴォルフがハイデルベルクのケーニッヒシュトゥール天文台で発見した。
1980年代に日本人によって軌道が決定され、五島プラネタリウムの学芸委員などを務めた天文史家の大崎正次に因んで名付けられた。